# Carl Morris (peintre)
Pour les articles homonymes, voir Carl Morris.

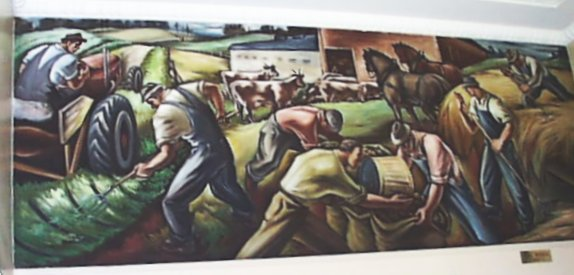
Morris", peinture murale, "l'Agriculture" c. En 1941, dans le Eugène bureau de poste

Carl A. Morris, né le 12 mai 1911 à Yorba Linda en Californie, et mort le 3 juin 1993,,, est un artiste-peintre américain.

## Biographie
Il a étudié à l'Art Institute of Chicago ainsi qu'à Paris et à Vienne. Il a ouvert le Spokane Art Center (en) par le biais du Federal Art Project lors de la Grande Dépression. Il a rencontré sa femme, la sculptrice Hilda Grossman Morris (en) lorsqu'il était recruté en tant que professeur au centre. Parmi les autres enseignants notables du centre, figurent Guy Anderson (en) et Clyfford Still. Déménageant à Seattle en 1940, ils ont rencontré Mark Tobey et sont devenus des amis pour la vie.